# Distrito de Yumgal
El distrito de Yumgal (en kirguís: Жумгал району) es uno de los rayones (distrito) de la provincia de Naryn en Kirguistán. Tiene como capital el poblado de Chaek.
- Datos: Q879090